# Спанчевці
Спанче́вці (болг. Спанчевци) — село в Монтанській області Болгарії. Входить до складу общини Виршець.

## Населення
За даними перепису населення 2011 року у селі проживали 365 осіб, усі — болгари.
Розподіл населення за віком у 2011 році:
Динаміка населення: